# Turecký vrch
Turecký vrch je přírodní rezervace v katastrálních územích obce Trenčianske Bohuslavice a města Nové Mesto nad Váhom v okrese Nové Mesto nad Váhom v Trenčínském kraji na Slovensku. Území bylo vyhlášeno v roce 1984 a jeho rozloha je 30,42 hektaru. Předmětem ochrany jsou xerotermní společenstva s výskytem panonských, pontických a mediteránních druhů.